# Dolor y gloria
Dolor y gloria es una película española de 2019, escrita y dirigida por Pedro Almodóvar y protagonizada por Antonio Banderas, Asier Etxeandia, Leonardo Sbaraglia, Nora Navas, Julieta Serrano y Penélope Cruz.
La película narra una serie de reencuentros de Salvador Mallo (Antonio Banderas), un director de cine en su decadencia. Algunos de estos reencuentros se desarrollan en tiempo real, otros se recuerdan a través de flashbacks: su infancia en la década de 1960, cuando emigró junto con su familia al primitivo pueblo de Paterna, su educación, su primer amor adulto en Madrid en la década de 1980, el dolor por la ruptura de esta relación, escribir como una terapia para olvidar, el descubrimiento del cine, enfrentar la imposibilidad de continuar filmando, etc. 
Almodóvar dice que Dolor y gloria supone el cierre de una trilogía de la que también forman parte La ley del deseo (1987) y La mala educación (2004). Todas ellas protagonizadas por personajes masculinos que son directores de cine y en las que el tema central son el deseo y la ficción. Este filme español es un proyecto muy personal. Según ha explicado Almodóvar, es un proyecto que «habla de la creación, cinematográfica y teatral, y de la imposibilidad de separar la creación de la propia vida».
La película fue seleccionada para representar a España en la categoría de mejor película internacional de la 92.ª edición de los Premios Óscar. Ha sido elegida como la mejor película de 2019 por la revista Time.

## Argumento
El director de cine español Salvador Mallo (Antonio Banderas) se encuentra en medio de una crisis creativa, afectada por dolencias físicas y mentales justo cuando una película anterior de él (Sabor, o 'Flavor') ha sido remasterizada y relanzada para audiencias apreciativas. Él llama a Alberto Crespo (Asier Etxeandia), el actor principal de Sabor, con quien no ha hablado durante 30 años debido a una disputa sobre la actuación del actor, refiriéndose a la pelea de Almodóvar con Banderas. Crespo le presenta a Salvador el consumo de heroína. Al tomar la droga, Salvador revisita algunas de sus experiencias de la infancia: cómo se muda a una casa cueva encalada con su padre (Raúl Arévalo) y su madre Jacinta (Penélope Cruz), donde un trabajador local (César Vicente) aprende a leer y escribir bajo su tutela. Crespo trae un monólogo de Salvador ' Recuerdos del Madrid de los años ochenta al escenario, en el que se menciona al amante de Salvador, Federico (Leonardo Sbaraglia), que está sentado en la audiencia de la Sala Mirador. Federico (que se casó y tuvo hijos) encuentra el departamento de Salvador (que en realidad es la propia casa de Almodóvar en Madrid) donde la pareja brinda, recuerda y coquetea brevemente antes de separarse de manera amigable. Salvador reconoce que su lucha con la heroína y la drogadicción refleja aquello de lo que fue testigo en Federico durante su tiempo juntos y le dice a su médico que necesita tratamiento.
En un flashback, su madre ahora mayor (Julieta Serrano) lo acusa de haberla dejado y de no haber sido un buen niño. Antes de que él pueda demostrarle su amor, ella muere en el hospital en lugar de en el pueblo, como había deseado. La asistente de Salvador le entrega una invitación para asistir a una exposición de arte y se reconoce a sí mismo como el niño en una pintura en exhibición. Su memoria regresa a la cueva cuando el trabajador estaba alicatando la cocina. El trabajador se detiene para dibujar a Salvador sentado al sol, luego dice que necesita bañarse. Salvador se va a acostarse en su cama, sudando por el calor, y se desmaya por la insolación cuando busca una toalla para el trabajador (aunque esto podría ser una metáfora de la homosexualidad del niño que aparece al ver al trabajador en todo su esplendor, desnudo durante su ducha en mitad del patio). 
En la actualidad, Salvador compró la pintura que el trabajador había terminado de él y le envió a su madre mientras Salvador estaba en la escuela, pero se lo había escondido. En el reverso hay una carta del trabajador agradeciendo a Salvador por enseñarle a leer y escribir. La asistente de Salvador dice que sería fácil encontrar al trabajador nuevamente a través de Google o preguntando en la aldea, pero Salvador descarta la idea como demasiado descabellada, a pesar de las diversas coincidencias que ya habían surgido durante la película. Salvador se somete a una cirugía para eliminar un crecimiento que afecta su garganta y que ocasionalmente lo asfixia sin motivo. En la escena final, volvemos a visitar al joven Salvador con su madre en camino a su nuevo hogar en el pueblo de casas-cueva: están teniendo que dormir en el piso de una estación de tren porque el pueblo por el que están pasando celebra su fiesta local. El joven Salvador observa maravillado los fuegos artificiales del pueblo, obsesionado con el espectáculo, mientras su madre está visiblemente ansiosa y molesta por su situación. La cámara retrocede y revela a una técnica de sonido que graba que la pareja está en el piso de un set de película. Vemos a Salvador detrás de la cámara, recreando un recuerdo de su infancia en el cine, superando su crisis creativa.

## Producción
Pedro Almodóvar confirmaría que el punto de partida en la escritura del guion de Dolor y gloria habría sido su propia vida, constituyendo el filme una autoficción. El rodaje de la película tendría lugar a lo largo de 44 días entre Madrid y la Comunidad Valenciana durante los meses de agosto y septiembre de 2018, tal y como el productor Agustín Almodóvar comunicaría a través de su perfil de Twitter el 15 de septiembre. Como en trabajos anteriores del cineasta, el compositor Alberto Iglesias sería el encargado de la composición de la banda sonora original de la película. La primera colaboración de este fue en La flor de mi secreto (1995) y le siguieron, entre otras, Carne trémula (1997), Hable con ella (2002) y Volver (2006).
De nuevo, la fotografía de la película la firma José Luis Alcaine, colaborador de Pedro Almodóvar en muchos de sus filmes, entre ellos La piel que habito (2011), La mala educación (2004), ¡Átame! (1989) o Mujeres al borde de un ataque de nervios (1988)
El 22 de marzo de 2019 se estrenó en salas de cines de España y diversos países de Hispanoamérica. Además, desde el 12 de julio de 2019 los usuarios de Netflix España y diversos países de Hispanoamérica podrán ver esta película a través de la plataforma.
El 4 de octubre de 2019 se estrenará en sala de cines de Estados Unidos y Canadá, entre otros países. El 8 de noviembre de 2019 se estrenará en Netflix de estos países, entre otros.

## Críticas
"Dolor y gloria es una historia dura y emotiva, poderosa e intimista a la vez, que aborda cuestiones como la degradación física, la vejez, la relectura y resignificación de distintos momentos clave de la vida personal (desde las experiencias iniciáticas de la infancia hasta la forma de lidiar con la muerte de la madre) y la posibilidad de reencontrarse con los demás y con uno mismo".
La escena final, la honestidad como narrador, el dominio de las transiciones temporales en un flujo discontinuo que dota a la cinta de una perfecta armonía interna… Nuestra crítica Beatriz Martínez solo ha encontrado una pega: “Que alguien intente buscarle fallos a una película redonda”.

## Reparto
- Antonio Banderas como Salvador Mallo
  - Asier Flores como Salvador de niño
- Penélope Cruz como Jacinta Mallo
  - Julieta Serrano como Jacinta de anciana
- Raúl Arévalo como Venancio Mallo
- Leonardo Sbaraglia como Federico Delgado
- Asier Etxeandia como Alberto Crespo
- Cecilia Roth como Zulema
- Pedro Casablanc como Dr. A. Galindo
- Nora Navas como Mercedes, asistente de Salvador
- Susi Sánchez como Beata
- Julián López como actor, Presentador
- Rosalía como Rosita
- César Vicente como Eduardo
- Sara Sierra como Conchita

## Premios y nominaciones
34.ª edición de los Premios Goya
| Categoría                     | Nominados                                  | Resultado |
| ----------------------------- | ------------------------------------------ | --------- |
| Mejor película                | Mejor película                             | Ganadora  |
| Mejor dirección               | Pedro Almodóvar                            | Ganador   |
| Mejor actor                   | Antonio Banderas                           | Ganador   |
| Mejor actriz                  | Penélope Cruz                              | Nominada  |
| Mejor guion original          | Pedro Almodóvar                            | Ganador   |
| Mejor actor de reparto        | Asier Etxeandia                            | Nominado  |
| Mejor actor de reparto        | Leonardo Sbaraglia                         | Nominado  |
| Mejor actriz de reparto       | Julieta Serrano                            | Ganadora  |
| Mejor dirección de producción | Toni Novella                               | Nominado  |
| Mejor montaje                 | Teresa Font                                | Ganadora  |
| Mejor música original         | Alberto Iglesias                           | Ganador   |
| Mejor fotografía              | José Luis Alcaine                          | Nominado  |
| Mejor dirección artística     | Antxón Gómez                               | Nominado  |
| Mejor diseño de vestuario     | Paola Torres                               | Nominada  |
| Mejor maquillaje y peluquería | Ana Lozano Sergio Pérez Berbel Montse Ribé | Nominados |
| Mejor sonido                  | Sergio Bürmann Pelayo Gutiérrez Marc Orts  | Nominado  |

Medallas del Círculo de Escritores Cinematográficos de 2019
| Categoría               | Nominados         | Resultado |
| ----------------------- | ----------------- | --------- |
| Mejor película          | Mejor película    | Ganadora  |
| Mejor director          | Pedro Almodóvar   | Ganador   |
| Mejor actor             | Antonio Banderas  | Ganador   |
| Mejor actriz secundaria | Julieta Serrano   | Nominada  |
| Mejor actriz secundaria | Penélope Cruz     | Nominada  |
| Mejor actor secundario  | Asier Etxeandia   | Nominado  |
| Mejor fotografía        | José Luis Alcaine | Nominado  |
| Mejor música            | Alberto Iglesias  | Ganador   |
| Mejor guion original    | Pedro Almodóvar   | Ganador   |
| Mejor montaje           | Teresa Font       | Nominada  |

64.ª edición de los Premios Sant Jordi
| Categoría                                       | Nominados                                       | Resultado |
| ----------------------------------------------- | ----------------------------------------------- | --------- |
| Mejor actor en película española                | Antonio Banderas                                | Ganador   |
| Rosa de Sant Jordi a la mejor película española | Rosa de Sant Jordi a la mejor película española | Ganadora  |

7.ª edición de los Premios Feroz
| Categoría               | Nominados              | Resultado |
| ----------------------- | ---------------------- | --------- |
| Mejor película - Drama  | Mejor película - Drama | Ganadora  |
| Mejor dirección         | Pedro Almodóvar        | Ganador   |
| Mejor actor             | Antonio Banderas       | Ganador   |
| Mejor guion             | Pedro Almodóvar        | Ganador   |
| Mejor actriz de reparto | Julieta Serrano        | Ganadora  |
| Mejor actriz de reparto | Penélope Cruz          | Nominada  |
| Mejor actor de reparto  | Asier Etxeandia        | Nominado  |
| Mejor actor de reparto  | Leonardo Sbaraglia     | Nominado  |
| Mejor música original   | Alberto Iglesias       | Ganador   |
| Mejor tráiler           | Jorge Luengo           | Nominado  |

Premios Cinematográficos José María Forqué
| Categoría                                       | Nominados                                       | Resultado |
| ----------------------------------------------- | ----------------------------------------------- | --------- |
| Mejor largometraje de ficción y/o animación     | Mejor largometraje de ficción y/o animación     | Nominada  |
| Mejor interpretación masculina-Antonio Banderas | Mejor interpretación masculina-Antonio Banderas | Ganador   |

VII edición de los Premios Platino
| Categoría                      | Nominados                                | Resultado |
| ------------------------------ | ---------------------------------------- | --------- |
| Mejor película                 | Mejor película                           | Ganadora  |
| Mejor dirección                | Pedro Almodóvar                          | Ganador   |
| Mejor interpretación masculina | Antonio Banderas                         | Ganador   |
| Mejor guion                    | Pedro Almodóvar                          | Ganador   |
| Mejor música original          | Alberto Iglesias                         | Ganador   |
| Mejor dirección de montaje     | Teresa Font                              | Ganadora  |
| Mejor dirección de sonido      | Sergio Bürman Pelayo Gutiérrez Marc Orts | Nominados |

Festival de Cinema de CANNES 2019 : Antonio Banderas - Ganador del Premio del mejor actor 

92.ª edición de los premios Óscar
| Categoría                    | Nominados                    | Resultado |
| ---------------------------- | ---------------------------- | --------- |
| Mejor película internacional | Mejor película internacional | Nominada  |
| Mejor actor                  | Antonio Banderas             | Nominado  |

77.ª edición de los premios Globos de Oro
| Categoría                           | Nominados                           | Resultado |
| ----------------------------------- | ----------------------------------- | --------- |
| Mejor película en lengua no inglesa | Mejor película en lengua no inglesa | Nominada  |
| Mejor actor - Drama                 | Antonio Banderas                    | Nominado  |

73.ª edición de los premios BAFTA
| Categoría                                     | Nominados                                     | Resultado |
| --------------------------------------------- | --------------------------------------------- | --------- |
| BAFTA a la mejor película de habla no inglesa | BAFTA a la mejor película de habla no inglesa | Nominada  |

45ª ceremonia de los Premios César
| Categoría                            | Nominados                            | Resultado |
| ------------------------------------ | ------------------------------------ | --------- |
| César a la mejor película extranjera | César a la mejor película extranjera | Nominada  |

32ª ceremonia de los Premios Cine Europeo
| Categoría                                           | Nominados                                           | Resultado |
| --------------------------------------------------- | --------------------------------------------------- | --------- |
| Premio del Cine Europeo a la mejor película europea | Premio del Cine Europeo a la mejor película europea | Nominada  |

Festival de Málaga Cine en Español
| Categoría                                                                             | Nominados                                                                             | Resultado |
| ------------------------------------------------------------------------------------- | ------------------------------------------------------------------------------------- | --------- |
| Nominada a Biznaga de Oro a mejor película cuya principal nacionalidad es la española | Nominada a Biznaga de Oro a mejor película cuya principal nacionalidad es la española | Nominada  |

- La película fue galardonada en la categoría de 'Mejor Película Iberoamericana' en la 62 edición de los Premios Ariel organizados por la Academia Mexicana de Cinematografía en 2020. [17]